# Ngô Văn (nhà thơ)
Ngô Văn (chữ Hán: 吴雯, 1644 – 1704), tự Thiên Chương, tịch quán là phủ Bồ Châu , tổ tịch là châu Liêu Dương, phủ Phụng Thiên , nhà thơ đầu đời Thanh. Ông được Vương Sĩ Trinh khen là "tiên tài" (giỏi như tiên) .

## Tiểu sử
Cha là Ngô Doãn Thăng, vào năm Thuận Trị thứ 2 (1645) trúng cử nhân ở kỳ thi Hương của phủ Thuận Thiên, được chọn là Bồ Châu học chánh; năm thứ 12 (1655) trúng tiến sĩ, nhưng sang năm sau thì mất. Nhà họ Ngô quá nghèo không thể quay về nguyên tịch, nên nhận Bồ Châu làm tịch quán; Văn và em trai Ngô Hà nhờ mẹ là Chu thị nuôi dạy nên người. Bồ Châu là vùng đất rất thịnh nhân văn: Lữ Động Tân, Vương Duy, Liễu Tông Nguyên, Lý Thương Ẩn, Tư Không Đồ,... hoặc là có tịch quán ở đây, hoặc trường kỳ cư trú nơi này; Văn tuy cảnh nhà nghèo túng, nhưng lại có được môi trường học tập rất tốt; ông từ nhỏ thông minh, đọc khắp các sách, từ Lục kinh, Tam sử đến Thích, Lão, Nội kinh,... đều thông hiểu; dù vậy, sở trường của ông là thơ.
Năm Khang Hi thứ 18 (1689), Văn lên kinh sứ tham dự kỳ thi khoa Bác học hồng nho, kết quả không trúng; ông bèn du ngoạn Bắc Kinh, gặp trưởng bối là bọn Lương Hi, Lưu Thể Nhân, Uông Uyển, đều được họ khích lệ; mượn thơ làm quen với Vương Sĩ Trinh, được ông ta khen là "tiên tài". Ngày nọ Văn va phải Diệp Phương Ái, chỉ răn một câu đã ép được Phương Ái nhường lối, trở nên nổi danh. Đại học sĩ Phùng Phổ gặp Văn ở Vạn Liễu đường, lấy quạt cầu chữ, liền nhận được 2 câu tuyệt cú; theo Triệu Chấp Tín, thư pháp của Văn theo lối Phùng Ban.
Trọn đời Văn không làm quan, du lịch bốn phương; cuối đời làm vườn ở Trịnh cốc khẩu, trước mặt là núi Lôi Thủ, xa xa là núi Thái Hoa, mai trúc đều có vài trăm gốc, ở giữa dựng thảo đường (gian nhà cỏ), đặt tên là Nga quán (quán Ngỗng). Năm thứ 43 (1704), mẹ bệnh mất, Văn thương xót quá độ, cũng bệnh mất, hưởng thọ 61 tuổi; được táng ở Diêu Ôn Thiên thuộc tây nam Vĩnh Tế, do Vương Sĩ Trinh soạn mộ chí.

## Vài lời nhận xét
Triệu Chấp Tín trong Hoài cựu thi tự nhận xét: "Vụng ở Thì nghệ , vướng mắc Tràng ốc . Hình dáng gầy xấu, áo mũ cáu bẩn, ngờ rằng cả năm không tắm, người ta cười thầm ông ấy. Nhưng tài thơ đặc biệt siêu diệu."
Vương Sĩ Trinh kể rằng thuở mới đọc thơ của Văn, mấy câu "泉繞漢祠外, 雪明秦樹根" (HV: tuyền nhiễu Hán từ ngoại, tuyết minh Tần thụ căn), "濃雲濕西嶺, 春泥沾條桑" (HV: nùng vân thấp tây lĩnh, xuân nê triêm điều tang), "至今堯峰上, 猶見堯時日" (HV: chí kim Nghiêu phong thượng, do kiến Nghiêu thì nhật) cứ ngâm tụng mãi không dứt.
Sử cũ nhận xét thể thơ của Văn tuấn khiết, có phong độ tương tự như Nguyên Hảo Vấn (đều là người Sơn Tây). Tứ khố toàn thư tổng mục đề yếu nhận xét Văn rành kinh Phật, nhưng sử dụng ngụ ngôn nhà Phật lại là sở đoản của ông.

## Trước tác
Văn chỉ để lại một tác phẩm là Liên Dương tập, 20 quyển, mượn tên của thôn Liên Dương dưới chân Hóa Sơn.
Em trai Ngô Hà đem Liên Dương tập đến kinh sư, nhờ Vương Sĩ Trinh san cải thẩm định, nhưng không đem khắc in; Tứ khố toàn thư tổng mục đề yếu cho rằng Sĩ Trinh quá già nên không thể san định hay khắc in, sau đó quên bẵng nên không trả lại cho nhà họ Ngô. Năm Càn Long thứ 16 (1751), người Phần Dương là Lưu Tổ tập hợp bản cảo của Văn để khắc in, thêm lời bình của Vương Sĩ Trinh (?). Năm thứ 29 (1764), người Sơn Đông là Tôn Ngạc làm Bồ Châu đồng tri, thông qua hậu duệ của Ngô Văn tìm được nguyên bản, khắc in lần nữa. Năm thứ 39 (1774), hậu duệ của Văn nhờ Ông Phương Cương viết lời bạt, khắc in lần thứ 3, chính là bản lưu hành hiện nay; bao gồm: cổ thi 2 quyển, cận thể 5 quyển, bổ di 1 quyển, thơ lẻ 1 quyển, văn 1 quyển, còn có bài mộ chí ở đầu bộ sách, phụ lục có những bài xướng họa và đề vịnh. Tháng 4 ÂL năm 44 (1779), tác phẩm được đưa vào Khâm định tứ khố toàn thư.

## Một số bài thơ
| Nguyên tác: 答人 自卜条南旧隐居, 明星玉女对摊书. 门前万里昆仑水, 千点桃花尺半鱼. | Hán Việt: Đáp nhân Tự bặc điều nam cựu ẩn cư, Minh tinh ngọc nữ đối than thư. Môn tiền vạn lý Côn Lôn thủy, Thiên điểm đào hoa xích bán ngư. | Dịch nghĩa (chưa có) | Dịch thơ (chưa có) |

| Nguyên tác: 明妃 不把黄金买画工, 进身羞与自谋同. 始知绝代佳人意, 即有千秋国士风. 环佩几曾归夜月? 琵琶唯许托宾鸿. 天心特为留青冢, 青草年年似汉宫. | Hán Việt: Minh phi Bất bả hoàng kim mãi họa công, Tiến thân tu dữ tự mưu đồng. Thủy tri tuyệt đại giai nhân ý, Tức hữu thiên thu quốc sĩ phong. Hoàn bội kỷ tằng quy dạ nguyệt? Tỳ bà duy hứa thác tân hồng. Thiên tâm đặc vi lưu thanh trủng, Thanh thảo niên niên tự Hán cung. | Dịch nghĩa (chưa có) | Dịch thơ (chưa có) |